# Rhynchostegiella pendula
Rhynchostegiella pendula är en bladmossart som beskrevs av Thériot 1930. Rhynchostegiella pendula ingår i släktet nålmossor, och familjen Brachytheciaceae. Inga underarter finns listade i Catalogue of Life.